# Hambletonian 10
Hambletonian 10, ou Rysdyk's Hambletonian (né le 5 mai 1849, mort le 27 mars 1876), est l'étalon fondateur de la race du Trotteur américain. Il descend du célèbre cheval Messenger.

## Histoire
Hambletonian naît le 5 mai 1849 à Sugar Loaf (en). Il est élevé par Jonas Seely, Jr. dans sa ferme du Orange County. William Rysdyk, l'assistant de Seeley, s'occupe de la jument et du poulain. Il demande à les acheter, ce que Seeley accepte, pour la somme de 125 $.
Hambletonian meurt à 27 ans, le 27 mars 1876, et il est admis au Hall of Fame du trot américain en 1953. Son propriétaire, décédé en 1870, est enterré avec lui à Chester.

## Description

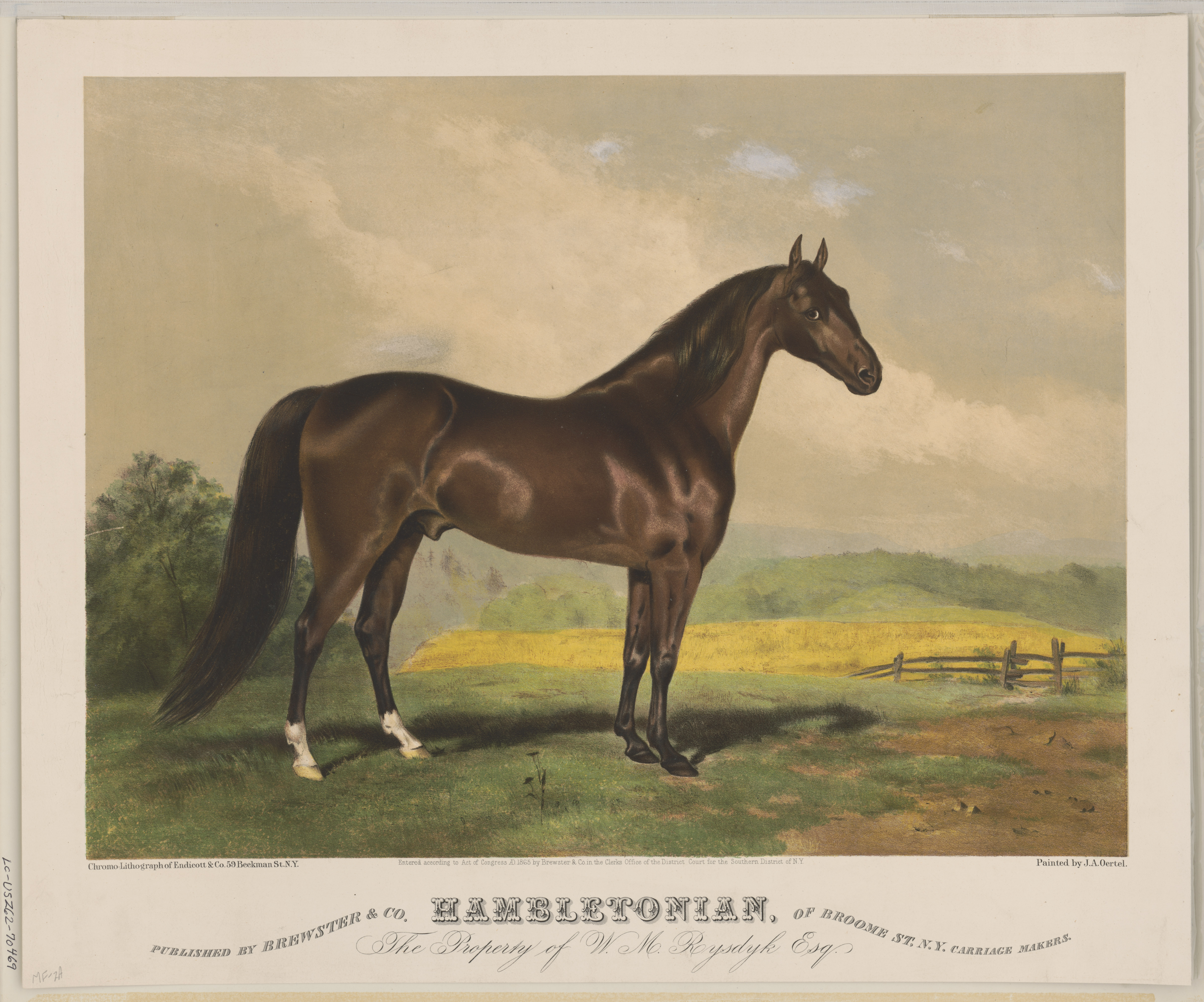
Portrait de Hambletonian.

Hambletonian a un physique inhabituel, étant plus bas au garrot (1,55 m) qu'à la croupe (1,60 m). La longueur de ses membres postérieurs lui confère une grande amplitude en course. Il porte une robe baie. 

## Origines
Son père, Abdallah, est un petit-fils du très influent Pur-sang Messenger, ce qui fait d'Hambletonian un descendant du Godolphin Arabian. Abdallah était réputé laid et de mauvais tempérament, tant qu'il fut vendu pour 5$. La mère d'Hambletonian est connue sous le nom de Charles Kent Mare ou de Kent Mare, par Bellfounder (GB), un Trotteur Norfolk importé. Hambletonian est consanguin sur Messenger (GB) (1780) dans sa troisième et quatrième génération.
| Origines de Hambletonian 10   | Origines de Hambletonian 10         | Origines de Hambletonian 10    | Origines de Hambletonian 10 |
| ----------------------------- | ----------------------------------- | ------------------------------ | --------------------------- |
| Père Abdallah 1823 -          | Mambrino Pur-sang 1806 -            | Messenger Pur-sang 1780        | Mambrino                    |
| Père Abdallah 1823 -          | Mambrino Pur-sang 1806 -            | Messenger Pur-sang 1780        | Turf Mare                   |
| Père Abdallah 1823 -          | Mambrino Pur-sang 1806 -            | Sourcrout Mare Pur-sang        | Sourcrout                   |
| Père Abdallah 1823 -          | Mambrino Pur-sang 1806 -            | Sourcrout Mare Pur-sang        | Whirligigg Mare             |
| Père Abdallah 1823 -          | Amazzonia Trotteur Norfolk 1810 -   | Dove Pur-sang                  | Saratoga                    |
| Père Abdallah 1823 -          | Amazzonia Trotteur Norfolk 1810 -   | Dove Pur-sang                  | Expedition Mare             |
| Père Abdallah 1823 -          | Amazzonia Trotteur Norfolk 1810 -   | Fasdown                        | Messenger                   |
| Père Abdallah 1823 -          | Amazzonia Trotteur Norfolk 1810 -   | Fasdown                        | ?                           |
| Mère Charles Kent Mare 1834 - | Bellfounder Trotteur Norfolk 1816 - | Old Bellfounder Hackney 1968   | Pretender - Wroots          |
| Mère Charles Kent Mare 1834 - | Bellfounder Trotteur Norfolk 1816 - | Old Bellfounder Hackney 1968   | Smuggler Mare               |
| Mère Charles Kent Mare 1834 - | Bellfounder Trotteur Norfolk 1816 - | Velocity Trotteur Norfolk      | Haphazard                   |
| Mère Charles Kent Mare 1834 - | Bellfounder Trotteur Norfolk 1816 - | Velocity Trotteur Norfolk      | ?                           |
| Mère Charles Kent Mare 1834 - | One Eve 1815 -                      | Bishop's Hambletonian Pur-sang | Massenger                   |
| Mère Charles Kent Mare 1834 - | One Eve 1815 -                      | Bishop's Hambletonian Pur-sang | Pheasant                    |
| Mère Charles Kent Mare 1834 - | One Eve 1815 -                      | Silvertail                     | Messenger                   |
| Mère Charles Kent Mare 1834 - | One Eve 1815 -                      | Silvertail                     | Black Jin                   |

## Descendance
Hambletonian est considéré comme l'étalon fondateur de la race du trotteur américain (dit Standardbred) moderne, notamment à travers ses fils George Wilkes, Dictator, Happy Medium et Electioneer. Il engendre 1 335 poulains entre 1851 et 1875.
Visualiser la lignée d'Hambletonian 10 sous forme de graphe
Par ses arrière-petits-fils Mc Kinney (1887) et Peter The Great (1895), Hambletonian est aussi considéré comme l'un des chefs de race du Trotteur français.

## Héritage et hommages
Dix-sept ans après la mort de Hambletonian, un monument en granit, cadeau de nombreuses personnes en hommage à ce cheval, a été placé sur sa tombe sur l'avenue Hambletonian.
Il a donné son nom à la plus importante course américaine, les Hambletonian Stakes, qui s'adresse aux chevaux de 3 ans. 
Hambletonian fait partie de la catégorie des Immortals du Harness Racing Hall of Fame.